# Tom de Mul
Tom De Mul (nacido en Kapellen, (Bélgica), el 4 de marzo de 1986) es un  exfutbolista belga. Jugaba en la banda derecha de extremo, su primer equipo fue el Ajax y después de un calvario de lesiones decidió retirarse.

## Selección nacional
Ha sido internacional con la Selección nacional de fútbol de Bélgica sub-21 en 6 ocasiones y llegó a jugar 2 partidos con la Selección nacional de fútbol de Bélgica absoluta.

## Clubes
| Club                       | País         | Año       |
| -------------------------- | ------------ | --------- |
| Ajax                       | Países Bajos | 2003-2007 |
| Vitesse Arnhem (cedido)    | Países Bajos | 2005-2006 |
| Sevilla FC                 | España       | 2007-2012 |
| KRC Genk (cedido)          | Bélgica      | 2008-2009 |
| Standard de Lieja (cedido) | Bélgica      | 2010-2011 |

## Palmarés

### Campeonatos nacionales
| Título                        | Club       | País         | Año  |
| ----------------------------- | ---------- | ------------ | ---- |
| Liga Holandesa                | Ajax       | Países Bajos | 2004 |
| Copa de los Países Bajos      | Ajax       | Países Bajos | 2006 |
| Supercopa de los Países Bajos | Ajax       | Países Bajos | 2006 |
| Copa de los Países Bajos      | Ajax       | Países Bajos | 2007 |
| Supercopa de España           | Sevilla FC | España       | 2007 |
| Copa de Bélgica               | KRC Genk   | Bélgica      | 2009 |
| Copa del Rey                  | Sevilla FC | España       | 2010 |

- Datos: Q350431